# هذا الجانب من الجنة
هذا الجانب من الجنة (بالإنجليزية: This Side of Paradise)‏ هي أولى روايات الكاتب الأمريكي فرنسيس سكوت فيتزجيرالد. ونشرت في عام 1920، وأخذ العنوان من جملة في قصيدة روبيرت بروك تياري تاهيتي، ويتناول الكتاب حياة وأخلاق الشباب ما بعد الحرب العالمية الأولى. بطل الرواية، أموري بلين، هو طالب جذاب في جامعة برينستون يحب الأدب. تستكشف الرواية موضوع الحب الذي يشوهه الجشع والارتقاء الاجتماعي.

## خلفية
بعد أقل من عام من خطوبتهما وفي صيف عام 1919 بالتحديد، انفصلت زيلدا ساير عن فيتسجيرالد البالغ من العمر 22 عامًا. بعد صيف أدمن فيه شرب الخمر، عاد إلى سانت بول في مينيسوتا، حيث تعيش أسرته، لاستكمال الرواية، على أمل استعادة زيلدا إذا أصبح روائيًا ناجحًا. كتب فيتسجيرالد رواية -لم تُنشر- عنوانها «الرومانسي الأناني» أثناء إقامته في برينستون (وخاصة أوقاته في مكتبة جامعة كوتيدج كلوب)، ونقل 81 صفحة منها في النهاية إلى رواية «هذا الجانب من الجنة».
أعطى فيتسجيرالد في 4 سبتمبر 1919، نسخة الكتاب التي خطها بيده لصديقه شين ليزلي لتسليمها إلى ماكسويل بيركنز، وهو محرر في دار نشر أبناء تشارلز سكريبنر في نيويورك. رفض  المحررون في سكريبنر نشر الكتاب، لكنه حصل على الموافقة في 16 سبتمبر بعد إصرار بيركنز. طلب فيتسجيرالد من الدار نشر كتابه مبكرًا -مقتنعًا بأنه سيصبح من المشاهير ويثير إعجاب زيلدا- لكن قيل له إن الرواية ستنتظر حتى الربيع. ومع ذلك، ذهب لزيارة زيلدا بعد قبول نشر روايته، ووافقت على الزواج منه.

## ملخص الرواية
كُتب الكتاب في ثلاثة أجزاء:
الكتاب الأول: الرومانسي الأناني— أموري بلين، شاب من الغرب الأوسط، مقتنع بأن لديه مستقبل واعد على نحو استثنائي. التحق بمدرسة داخلية ثم بجامعة برينستون. ترك والدته بياتريس غريبة الأطوار وصادق المونسنيور دارسي، صديق والدته الحميم. أثناء إقامته في برينستون، عاد إلى منيابولس، حيث التقى سيدة شابة تدعى إيزابيل بورجيه للمرة الثانية، وكانت المرة الأولى عندما كان صبيًا صغيرًا، وأقام علاقة رومانسية معها، وكتب في برينستون قصائد منمقة عديدة أكثر من أي وقت مضى، لكن تغيرت علاقة أموري وإيزابيل وأصبحا غير راضيين عن بعضهما البعض بعد لقائهما مرة أخرى في الحفلة الراقصة لجامعته.
الفترة الفاصلة- بعد انفصالهما، ذهب أموري إلى الخارج للمشاركة في الخدمة العسكرية خلال الحرب العالمية الأولى. (كان فيتسجيرالد في الجيش أيضًا، ولكن انتهت الحرب عندما كان يخدم في لونغ آيلاند). لم تصف الرواية تجارب أموري خلال الحرب، إلا أنه ذكر لاحقًا أنه كان مدربًا لاستعمال الحربة.
الكتاب الثاني: دراسة شخصيات الرواية — بعد الحرب وقع أموري في حب فتاة من نيويورك، اسمها روزاليند كوناج. وعمل آموري كاتبًا لوكالة إعلانات، لكنه كره وظيفته لأنه يعتبر نفسه شخصًا مبدعًا، بينما لا يليق هذا العمل بطموحاته. يصبح مدمنًا على الكحول لمدة ثلاثة أسابيع، ثم يترك خلال هذه الفترة وظيفته. خسر جراء ذلك معظم الأموال التي ورثها عن والدته بسبب فشل استثماراته. بعد تدهور حالته المادية، انهارت علاقته مع روزاليند أيضًا، فقررت الأخيرة الزواج من رجل ثري بدلًا منه. حُطم أموري أكثر بعد علمه بوفاة معلمه المونسنيور دارسي. وينتهي الكتاب بمرثاة أموري الشهيرة «أعرف نفسي، لكن هذا كل ما لدي».

## الشخصيات
صُورت معظم الشخصيات من حياة فيتسجيرالد مباشرة:
- أموري بلين- بطل الرواية، وتستنبط شخصيته بوضوح من شخصية فيتسجيرالد. كلاهما من الغرب الأوسط، ودرسا في  برينستون، وعاشا قصة حب فاشلة في البداية، وخدما في الجيش، ثم قصة حب فاشلة للمرة الثانية (للعلم أن بعد نجاح رواية هذا الجانب من الجنة، عاد فيتسجيرالد إلى زيلدا). أُخذ اسم «أموري» من أحد أبطال رواية فيتسجيرالد في «هوبارت أموري هاري»/«هوبي» بيكر.
- بياتريس بلين- استندت شخصية والدة بلين بالفعل على والدة أحد أصدقاء فيتسجيرالد.
- إيزابيل بورجي- يعتمد الحب الأول لأموري بلين على فيلم «جينيفرا كينغ» في شيكاغو، وهو أول حب لفيتسجيرالد.[6][7]
- تستند شخصية المونسنيور دارسي – إلى مرشد بلين الروحي على الأب سيغورني فاي، الذي كان فيتسجيرالد مقربًا منه. «درس فيتجيرالد في مدرسة نيومان، وهي مدرسة كاثوليكية في نيوجيرسي، حيث تأثر بالأب سيغورني فاي بشدة. عرّفه الأب فاي إلى عالم الفنون والرسائل، بالإضافة إلى جانب آخر من الكاثوليكية، والذي يؤكد على أن «جمال وثراء التجربة [فيتسجيرالد] هو ما يحاول دائمًا التقاطه في كتاباته». كتب فيتسجيرالد لاحقًا في مقال مراجعة «دخل [الأب فاي] في حياتي باعتباره أكثر شخصية رومانسية عرفتها على الإطلاق».
- روزاليند كوناج - تعتمد شخصية حب أموري بلين الثاني على زيلدا ساير، حب فيتسجيرالد الثاني. ومع ذلك، كانت روزاليند من نيويورك، على عكس زيلدا. تستند شخصية روزاليند جزئيًا على شخصية بياتريس نورماندي من هربرت جورج ويلز. رواية ويلز تونو بونجاي (1909).[بحاجة لمصدر]
- سيسيليا كوناج - الأخت الأصغر لروزاليند.[بحاجة لمصدر]
- توماس بارك دي إنفيليرز- استندت شخصية توماس وهو أحد أصدقاء بلين المقربين (وهو المؤلف الخيالي للقصيدة الموجودة في بداية غاتسبي العظيم أيضًا) إلى الشاعر والأسقف جون بيل، صديق فيتسجيرالد وزميله.
- إليانور سافاج-  فتاة التقى بها أموري في ماريلاند. كانت شخصية إليانور تمثل «رغبة الحب والصديق المداوي وحديث الآخرين». هي فتاة مثقفة وتناقش الشعر والفلسفة، « لم تحصر إليانور رغباتها بمؤازاة التوقعات الفيكتورية للنساء في ذاك الزمان، بل وظفت قدرتها على توقع الحاجات الملحة التي تميز النساء».[8]
- كلارا بيج - ابنة عم أموري الأرملة، التي يحبها، لكنها لا تحبه.

## روابط خارجية
- هذا الجانب من الجنة على موقع الموسوعة البريطانية (الإنجليزية)